# Mortyplicity
Mortiplicity je 2. epizoda 5. série amerického seriálu Rick a Morty. V USA měla premiéru 27. června 2021, v ČR 27. června 2021 na HBO GO.

## Obsah epizody
Rick a rodina jedí, když Rick rodině řekne, že Bůh je skutečný a spí už tisíce let a že se s Mortym chystají vplížit do oblak a zabít ho. Beth všem řekne, že Jerry si najde práci. Rick to označí za něco špatného, načež do domu vniknou chobotnicím podobná stvoření a všechny jednoho po druhém postřílí. Někde jinde si pan Vždycky chce být loven říká o to, aby byl loven, a rodina se ho snaží chytit, dokud Rickovy hodinky neaktivují alarm, který ukazuje, že někdo právě zabil rodinu s návnadou.
V autě Rick vysvětluje, že se ho snaží ulovit chobotnice a že od incidentu s Vesmírnou Beth vytvořil na různých místech země různé rodiny návnady, aby se chránili před případnými vrahy, kteří se pokoušejí rodinu vyvraždit. Smithovi se však začnou hádat, a když se tak stane, chobotnice na ně zaútočí shora a rozstřílí jejich auto na kusy. Rychle se však ukáže, že jde o návnadu a že v Itálii je na dovolené jiná rodina, která je přepadena a zabita. V dalším domě si Rick a Morty všimnou, že jejich rodina byla zničena, a zamykají dům a sledují na interdimenzionální kabelovce pořad o vlkodlakovi, který cestuje časem, s názvem “Když vlk”. Jejich komentář k pořadu je však přerušen, když na ně zaútočí další chobotnice, které bez ohledu na zabezpečení bombardují jejich dům.
V další verzi sídla Smithových si toho všimne jiná rodina Smithových. Pětice se o tom začne bavit a Summer se zeptá, jestli oni sami nejsou návnady. To vyděsí Ricka, který si zkontroluje číslo na svém zadku. Morty se podívá a Rick si prdne, což způsobí, že jsou oba znechuceni Summer. Jerry přišel s citronovými čtverečky bez lepku, cukru a citronu a Rick se pro ně vydá ve svém vesmírném křižníku směrem k jednomu z domečků pro návnady. Vejde dovnitř a vysloví heslo, čímž je zmrazí na místě. Zkontrolují okolí svého domku pro návnady a Morty brzy zjistí, že návnady dělají návnady. Rick jde ke své návnadě a znovu aktivuje její hlavu, aby se jí zeptal na otázky, a pak bytost úplně deaktivuje. Pokračují v projížďce po okolí a spatří další Smithovo sídlo vytvořené jiným Rickem, jenže Rick si nepamatuje, že by je stavěl. Jdou to prozkoumat a jiný Rick řekne své heslo, čímž zmrazí ostatní návnady. Když to vidí, první rodina se schová, zatímco na scénu přichází druhá rodina. Druhá rodina rozmrazí svou návnadu, aby se na něco zeptala, ale uvědomí si, že jsou mezi nimi další. Obě strany obviní tu druhou z toho, že je to rodina s návnadou, a pustí se do rvačky, kterou zničí až třetí Rick a jeho rodina.
Poté, co jim tento Rick podá krátké vysvětlení, co se děje, se převléknou za své tajemné chobotnice protivníků a sestřelí jednu z lodí. Pokračují v plenění jejich lodi, aby zjistili, že chobotnice byly ve skutečnosti převlečená rodina s návnadou. Když si uvědomí, co se děje, vidí, jak návnada Jerry vyhodí bombu, která je zaživa zpopelní. Rozruch způsobený různými rodinami návnad vyvolal u různých verzí obavy, zda jsou to návnady, nebo skutečné, což vedlo k různým úmrtím a rodinám, které si ověřovaly, zda jsou skutečné, nebo ne. Jedna rodina je v lese a prchá před rozruchem, když je uspí jiná návnada, která je odvede do své verze Smithova sídla. Návnada se ukázala jako verze podobná strašákovi, která byla tak špatně vyrobená, že od chvíle, kdy byla vytvořena, věděla, že je falešná, a zřejmě se nestará o lovení svých kolegů návnad, místo toho se rozhodl pro sběr kůže návnad, aby se jim více podobal, a také poskytl nějakou kůži pro svou vlastní verzi rodiny Smithových.
Než je však stihne stáhnout z kůže zaživa, zasáhne Glockenspielova verze rodiny Smithových, která zachrání ostatní verze rodiny Smithových před strašáky. Ti se nestarají o zabíjení ostatních návnad, místo toho se rozhodnou shromáždit jich co nejvíce pro svou záchranu. Vezmou své protějšky do kaňonu, kde je v podzemí v bezpečí držena komunita různých vábniček. Tedy až do chvíle, kdy se objeví chobotnice, které na ně zaútočí, což způsobí, že se Glockenspiel Jerry zamkne v únikové cestě s plechovkou laku, čímž fakticky nechá návnady zemřít. Když další rodina zabije několik návnad, jejich Rick se nakonec rozhodne cyklus ukončit tím, že vytvoří maják ve stylu Androsse, aby přilákal různé návnady k jeho verzi Smithova sídla, a všechny se pustí do totální bitevní vřavy a zabíjejí se jedna po druhé, dokud nezůstanou naživu poslední.
Další verze rodiny Smithových, převlečená za líně vyrobené návnady, sundá převleky a vydá se do svého vesmírného křižníku na průzkum. Jedna ze zbývajících verzí je však shora postřelí a donutí zbývající k boji s nimi. Nakonec zvítězí ti, kteří se zřítili dolů, ale všechny je zabije Mistr, který chce být vždycky loven, a kterého rozčílilo, že není loven.
Nahoře ve vesmíru to pravděpodobně pravá rodina Smithových balí na dobrodružství s vesmírnou Beth, když se Rickovy hodinky spustí a odhalí, že návnady byly opět zabity.
Mezitím se zvonkohře Jerrymu podaří utéct do divočiny, svlékne se, navlékne na sebe celou plechovku laku a pokračuje ve sjíždění řeky. Brzy je však spatřen skupinou bobrů, kteří ho zaživa přežvýkají a použijí jako postýlku pro bobří mláďata. Voda ho zaplaví, uspí a on se probudí a zjistí, že uvízl uprostřed pustiny. Pak si ho k sobě odnesou potomci delfína a datla, kteří o něm mluví jako o relikvii z laskavější minulosti. Pak se probudí jako součást ozdoby zrcadla v saloonu, jen aby spatřil zelené, plazí humanoidy připomínající kovboje, kteří se mu diví a upalují ho zaživa. Nakonec se probudí potřetí, aby po éře kovbojů spatřil skupinu žlutých humanoidů, kteří žijí ve své verzi Římské říše a přehrávají vznik křesťanství. Glockenspiel Jerry, když se probudí usazený na kříži žlutého humanoida Ježíše, naříká nad svou neschopností zemřít a říká, že to je to nejhorší, co se kdy komu stalo.